# چینسورا
چینسورا (به انگلیسی: Hugli-Chuchura) یک منطقهٔ مسکونی در هند است که در Kolkata Metropolitan Area واقع شده‌است. چینسورا ۲۸۸٬۵۰۶ نفر جمعیت دارد.